# Esmeralda Mallada
Esmeralda Herminia Mallada Invernizzi (sinh ngày 10 tháng 1 năm 1937) là một nhà thiên văn học và nữ giáo sư người Uruguay, với những đóng góp của bà cho ngành khoa học đó, đã được vinh danh với việc đặt tên của bà cho một tiểu hành tinh.

## Nghề nghiệp
Mallada là một sinh viên ngành vũ trụ học với Giáo sư Alberto Pochintesta. Tại Faculty of Engineering (University of the Republic) Đại học Cộng hòa, cô là đồng nghiệp của Gladys Vergara, người đã giúp bà chuẩn bị cho Secondary Education Council  cuộc thi giáo sư vũ trụ học. Mallada trở thành giáo sư vũ trụ học và toán học trong giáo dục trung học ở tuổi 21. Mallada cũng giảng dạy tại Faculty of Sciences (University of the Republic) học của trường đại Faculty of Sciences (University of the Republic), nơi bà tốt nghiệp với bằng cử nhân thiên văn học. Bà hiện đang nghỉ hưu.
Vào ngày 16 tháng 10 năm 1952, theo lời mời của Pochintesta, bà là một trong những người sáng lập Hiệp hội các nhà thiên văn nghiệp dư (AAA) ở Uruguay, và năm 2015 đã trở thành chủ tịch danh dự của nó. Vào năm 2015, Trung tâm Hành tinh nhỏ của Liên minh Thiên văn Quốc tế đã chỉ định một tiểu hành tinh quay quanh giữa Sao Hỏa và Sao Mộc với tên của cô, 16277 Mallada. Đây là tiểu hành tinh đầu tiên mang tên của một nhà thiên văn học nữ người Uruguay.